# 吉備氏之亂
吉備氏之亂（日语：吉備氏の乱），是日本雄略天皇7年（463年）吉備田狹與新羅結託反大和朝廷叛亂。

## 概要
日本書紀上記載:雄略天皇聞吉備田狹之妻稚媛美貌強娶之，引發反對出兵任那的吉備田狹叛亂。
朝廷命令吉備田狹之子、弟君討伐，反亂失敗。但吉備田狹倖免一死。

## 星川皇子之亂
叛亂後，雄略天皇與稚媛之子星川稚宮皇子在雄略天皇死後與清寧天皇爭位，吉備上道臣曾率水軍40艘來援但失敗告終。

## 關聯項目
- 吉備津彥命